# プレンツラウ条約
プレンツラウ条約（プレンツラウじょうやく）、またはプレンツラウの和約（プレンツラウのわやく、ドイツ語: Vertrag von Prenzlau, Frieden von Prenzlau, Vergleich von Prenzlau）は、15世紀のブランデンブルク辺境伯領とポメラニア公国によるポンメルン＝シュテッティンの支配とウッケルマルクの領有をめぐる紛争に関する一連の条約。第一次プレンツラウの和約は1445年から1448年までの戦争を終結させ、第二次プレンツラウの和約は1466年から1468年までの戦争を終結させた。条約が締結された時代、プレンツラウはよく"Prenzlow"という綴りが使われており、"Prenzlau"に変更されたのは19世紀のことだったため、より古い文献では前者の綴りが使われることも多い。プレンツラウはウッケルマルク地域の中心にある。

## 第一次和約
一連の紛争の後、ブランデンブルク辺境伯フリードリヒ2世とポメラニア諸公はプレンツラウ条約でウッケルマルクを分割した。南部はブランデンブルク辺境伯に、北部はポメラニア公に帰属した。ポメラニア家が断絶した場合、ブランデンブルクがウッケルマルク北部を継承すると定められた。条約は1447年に準備され、1448年5月3日に署名された。

## 第二次和約
しかし、シュテッティンが1466年のゾルディン条約に基づきブランデンブルク辺境伯に忠誠を誓うことを拒否したため、戦争が再び勃発した。ブランデンブルクはポメラニア公国への侵攻をもって応じ、戦前にウッケルマルクを領土の一部としたポンメルン＝シュテッティンに深く侵入した。
この戦争における戦闘は1468年のプレンツラウ条約が停戦協定になり、ブランデンブルクが戦争中にポメラニアから奪取したウッケルマルク南部を維持した。停戦協定は1468年9月に締結され、翌1469年にペトリカウで延長された。
1472年の第二次プレンツラウ条約は1472年5月31日にブランデンブルク選帝侯アルブレヒトとポメラニア諸公の間で締結された。条約により、エーリヒ2世とヴァルティスラフ10世はポンメルン＝シュテッティン公領をアルブレヒトに割譲、ウッケルマルクがブランデンブルク本領として編入され、残りの部分がブランデンブルクの封土となった。この協定は1473年に神聖ローマ皇帝フリードリヒ3世によって確認された。
1479年には第三次プレンツラウ条約が締結され、1472年の条約を再確認した。